# Islotes Señoret
Die Islotes Señoret (spanisch) sind eine Gruppe kleiner Inseln im Palmer-Archipel westlich der Antarktischen Halbinsel. Sie liegen vor der Spitze der Halbinsel im Nordwesten der Anvers-Insel, welche den Hamburghafen im Südwesten von der Perrier-Bucht im Nordosten trennt. 
Sie sind erstmals 1947 unter dem Namen Islotes Almirante Señoret und Islotes Almte auf chilenischen Karten verzeichnet. Chilenische Wissenschaftler übertrugen diese Benennung 1963 in die heutige Form. Namensgeber ist das chilenische Walfangschiff Almirante Señoret, das zwischen 1911 und 1914 in antarktischen Gewässern operiert hatte.